# Avenir sportif de M'saken
L'Avenir sportif de M'saken est un club tunisien de rugby à XV basé à M'saken.

## Histoire
Après avoir évolué comme section du Croissant sportif de M'saken, l'équipe de rugby s'en détache pour former l'Avenir sportif de M'saken en 1991.

## Présidents
- Mohamed Rabouche ;
- Mohieddine Hmila ;
- Habib Glim ;
- Jalel Landoulsi ;
- Naceur Gargueb[1] ;

- Makram Hmida ;
- Sami Mahjoub ;
- Seifeddine Fhal ;
- Ghazi Galai.

## Palmarès
- Championnat de Tunisie de rugby à XV
  - Vainqueur : 2001[1], 2017
- Coupe de la Fédération tunisienne de rugby
  - Vainqueur : 1996[1]
- Championnat de Tunisie de rugby à VII
  - Vainqueur : 1999, 2004[1]